# 比肯-霍尼希斯埃森
比肯-霍尼希斯埃森是德国莱茵兰-普法尔茨州的一个市镇。总面积18.14平方公里，总人口2546人，其中男性1254人，女性1292人（2011年12月31日），人口密度140人/平方公里。